# Justin Oien
Justin Oien (Escondido, Estados Unidos, 5 de mayo de 1995) es un ciclista estadounidense.

## Palmarés
2017
- 1 etapa del Rhône-Alpes Isère Tour